# Mettmenstetten
Mettmenstetten es una comuna suiza del cantón de Zúrich, situada en el distrito de Affoltern. Limita al norte con la comuna de Affoltern am Albis, al noreste con Aeugst am Albis, al este con Rifferswil, al sureste con Kappel am Albis, al sur con Knonau, y al oeste con Maschwanden y Obfelden.